# Киллене
Киллене (от др.-греч. Κυλλήνη), также Юпитер XLVIII — естественный спутник Юпитера.

## Открытие
Был обнаружен группой астрономов из Гавайского университета под руководством Скотта Шеппарда 8 февраля 2003 года и получил временное обозначение S/2003 J 13. 30 марта 2003 года присвоено официальное название Киллене, имя Киллены, одной из нимф .

## Орбита
Оборот вокруг Юпитера совершает в среднем на расстоянии 24 349 000 километров за 737,8 дней. Ретроградная орбита с эксцентриситетом 0,319 имеет наклон 149,3 ° к эклиптике (140 ° к экватору). Входит в группу Пасифе.

## Физические характеристики
Диаметр Киллене составляет около 2 км. Плотность оценивается 2,6 г/см³. Предположительно состоит из силикатных пород. Поверхность очень тёмная, альбедо составляет 0,04. Звёздная величина равна 23,2m.